# Millennium Estoril Open 2015

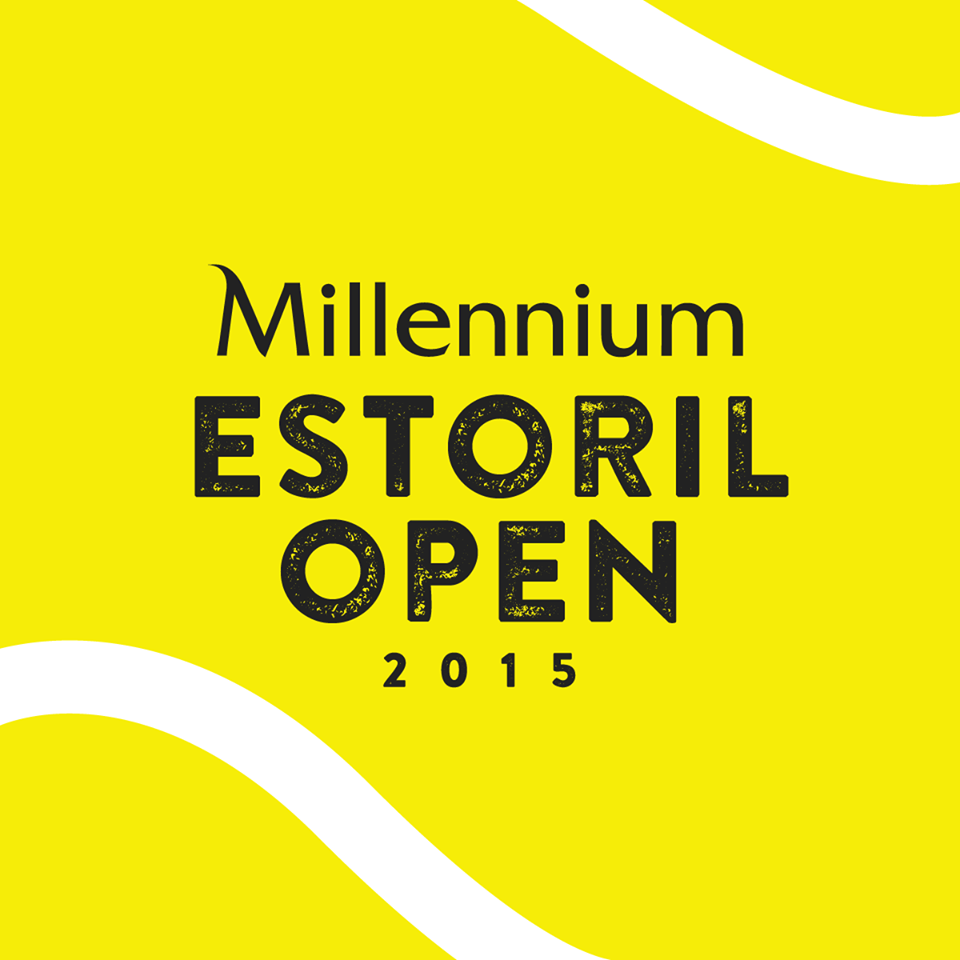

Il Millennium Estoril Open 2015 è stata la 26ª edizione del torneo precedentemente noto come Portugal Open, facente parte dell'ATP World Tour 250 series nell'ambito dell'ATP World Tour 2015. L'evento si è giocato sulla terra rossa del Clube de Ténis do Estoril a Cascais in Portogallo, dal 26 aprile al 3 maggio 2015.

## Partecipanti

### Teste di serie
| Nazione     | Giocatore       | Ranking | Testa di serie* |
| ----------- | --------------- | ------- | --------------- |
| Spagna      | Feliciano López | 12      | 1               |
| Sudafrica   | Kevin Anderson  | 17      | 2               |
| Spagna      | Tommy Robredo   | 20      | 3               |
| Argentina   | Leonardo Mayer  | 24      | 4               |
| Francia     | Richard Gasquet | 27      | 5               |
| Francia     | Jérémy Chardy   | 32      | 6               |
| Australia   | Nick Kyrgios    | 41      | 7               |
| Lussemburgo | Gilles Müller   | 42      | 8               |

* Ranking al 20 aprile 2015.

### Altri partecipanti
I seguenti giocatori hanno ricevuto una wild card per il tabellone principale: 
- Gastão Elias
- Rui Machado
- Frederico Ferreira Silva

I seguenti giocatori sono passati dalle qualificazioni:

- Kenny de Schepper
- Constant Lestienne
- Martin Fischer
- Roberto Carballés Baena

## Campioni

### Singolare
Richard Gasquet ha sconfitto in finale  Nick Kyrgios per 6–3, 6–2.
- È il dodicesimo titolo in carriera per Gasquet, il secondo del 2015.

### Doppio
Treat Conrad Huey /  Scott Lipsky hanno sconfitto in finale  Marc López /  David Marrero per 6–1, 6–4.